# Gpg4win
O Gpg4Win é um pacote de programas para criptografia de e-mail e arquivos que utiliza o GnuPG, software de código aberto que segue o padrão OpenPGP.
O pacote inclui os seguintes programas para Windows:
- GnuPG: o núcleo, responsável pela criptografia em si
- Kleopatra: reside na bandeja do sistema (ao lado do relógio). Inclui gerenciador de chaves e teclas de atalho configuráveis.
- GPA: um gerenciador de chaves simples
- GpgOL: um plugin para criptografar e-mails no Microsoft Outlook 2003 & 2007
- GpgEx: adiciona ao menu do shell (acessado ao clicar com o botão direito do mouse em um arquivo qualquer no Windows) funções de criptografar, assinar, etc.
- Claws Mail: um programa de e-mails que já inclui as funções de criptografia.